# Helena Fourment saliendo del baño
Helena Fourment saliendo del baño (La pequeña piel) es una pintura al óleo realizada hacia el año 1638 por Pedro Pablo Rubens, perteneciente al estilo barroco y se encuentra en el Museo de Historia del Arte de Viena.
Representa un retrato de la segunda esposa del pintor, Helena Fourment, cubriendo su cuerpo con un abrigo de piel. Sigue sin duda con el estilo propio de Rubens. Con una cierta influencia de Tiziano, se aprecia el fuerte contraste entre el color rosado del cuerpo de Helena y el color oscuro del abrigo y el fondo del cuadro. Esta obra demuestra más que ninguna otra, los valores tonales que consiguió Rubens en su último período de vida. 
Es una pintura donde se puede observar una gran sensualidad que suaviza, la actitud y el rostro de ternura que inspira la modelo.

## Contexto Histórico
Los primeros espectadores modernos, mucho más los que eran muy afines al catolicismo, colocaban a esta pintura como “indecente” pues comprometía la virtud del creador, modelo y espectador, ya que en los países bajos de Habsburgo se tenía cierta ansiedad ante la visualización de pinturas que representaran desnudos femeninos, a pesar de que éstas mismas tenían mucha popularidad.
Dentro de la historia del arte existe la idea de que imágenes como ésta, fueron diseñadas con el único objetivo de satisfacer y sancionar los deseos masculinos heterosexuales.
Se cree que la pintura fue hecha como un cumplido por parte de Rubens para su joven esposa a pesar de que existían varios problemas como:
- la responsabilidad que recae sobre el espectador responsable en el período moderno temprano[1]
- las actitudes complejas y contradictorias hacia la representación del cuerpo femenino desnudo también prevalecen en este período.[1]
- las sutilezas pictóricas del propio Het Pelsken (La pequeña piel).[1]

Helena fue quien le coloca el nombre de Het Pelsken a la obra usándolo en dos ocasiones: la primera vez en su testamento conjunto en el año 1640; mientras que la segunda vez en su propio tesamente hacia el año 1658. Sin embargo, se consideraba algo inusual que una pintura tuviese títulos tan diferentes (Little Fur – Het Pelsken) pues a las pinturas se les atribuía la etiqueta descriptiva más conveniente en el momento.

## Descripción de la obra
Se trata de una mujer rubia con cabello encrespado, frente suave, mejillas regordetas y sonrosadas, labios rojos y una piel blanca. Su nombre es Helena Fourmet y fue la segunda esposa de Rubens.
Helena lleva lo que parece ser una prenda masculina ligeramente exótica con un extravagante bordado dorado en las mangas inferiores convertida en una especie de bata improvisada. Este aspecto se entiende, hasta cierto punto, a una versión fantasiosa del vestido all’antica que se utilizaba en algunos tipos de pintura histórica por Rubens.
Se logra apreciar el contraste táctil cuidadosamente delineado entre la piel blanca de la joven y la piel oscura del abrigo. Dibujada con un estilo de las modelos femeninas más actuales de la parte del norte de Europa: cabello rizado hasta los hombros y de color rubio, un flequillo corto típico del siglo XVII, con una tira de tela atada alrededor de la cabeza que asemejaba a los peinados femeninos de la pintura de la historia moderna temprana.
“En Het Pelsken, la parte superior del brazo no cubre los senos; los empuja hacia arriba y los acuna. Por lo tanto, la atención del espectador se centra en el escote de Helena, así como en el generoso tamaño y la aparente suavidad de sus senos […] la mano inferior no se coloca directamente sobre los genitales, sino a través del estómago y la cadera; sólo una sección del abrigo forrado de piel cubre la zona púbica de Helena. De esta manera, Het Pelsken plantea la cuestión de la exhibición o la desautorización con más insistencia.”
Dentro de la pintura podemos observar el contorno del lado izquierdo del cuerpo que se encuentra dispuesto de una forma que ayude a destacar la zona del útero, es decir, el lugar de la fertilidad femenina.
A la izquierda del cuadro se muestra el cuerpo con una larga curva que se encuentra enfatizada por el contraste de tonalidades, tanto de la piel pálida y la tela blanca que se enmarca, como con el pelaje oscuro del abrigo y el fondo del mismo color en complemento.